# G. Schneider & Sohn
Die G. Schneider & Sohn GmbH ist ein bayerischer Bierbrauer und -vertreiber mit Sitz in München und Brauerei in Kelheim, der sich auf die Produktion von Weißbier, welches unter der Marke Schneider Weisse vertrieben wird, spezialisiert hat. Aus der Historie heraus ist das Unternehmen regional auch als Weisses Bräuhaus bekannt.
Sie ist Gründungsmitglied der Initiative Die Freien Brauer, eines Zusammenschlusses von mehr als 40 mittelständischen Privatbrauereien aus Deutschland und Österreich.

## Geschichte
Der Gründer Georg Schneider I. war der erste Bürgerliche, der von König Ludwig II. von Bayern das Privileg erhielt, Weißbier brauen zu dürfen. Die ursprüngliche Brauerei befand sich in der Münchner Altstadt an der Adresse Tal 7. Das Unternehmen wird seit seiner Gründung im Jahr 1872 von einem männlichen Nachkommen der Familie Schneider mit dem Vornamen Georg geführt – mit Ausnahme der Jahre 1905 bis 1924, in der Mathilde Schneider den Betrieb zur führenden Weißbierbrauerei Süddeutschlands aufbaute. 
Inzwischen – seit dem Jahr 2025 – leitet Georg Schneider VII. die Brauerei. 1946 wurde die Produktion nach der Zerstörung der Produktionsanlagen durch alliierte Bombenangriffe 1944 von München ins niederbayerische Kelheim verlagert. Der Firmensitz ist nach wie vor München.
| Zeitraum       | Person                                                         |
| -------------- | -------------------------------------------------------------- |
| 1872 bis 1890  | Georg I. Schneider (1817–1890) Georg II. Schneider (1846–1890) |
| 1890 bis 1905  | Georg III. Schneider (1870–1905)                               |
| 1905 bis 1924  | Mathilde Schneider (1877–1972)                                 |
| 1924 bis 1958  | Georg IV. Schneider (1900–1991)                                |
| 1958 bis 2000  | Georg V. Schneider (1928–2023)                                 |
| 2000 bis 2025  | Georg VI. Schneider (* 1965)                                   |
| 2025 bis heute | Georg VII. Schneider (* 1996)                                  |

Das Schneider Weisse Original

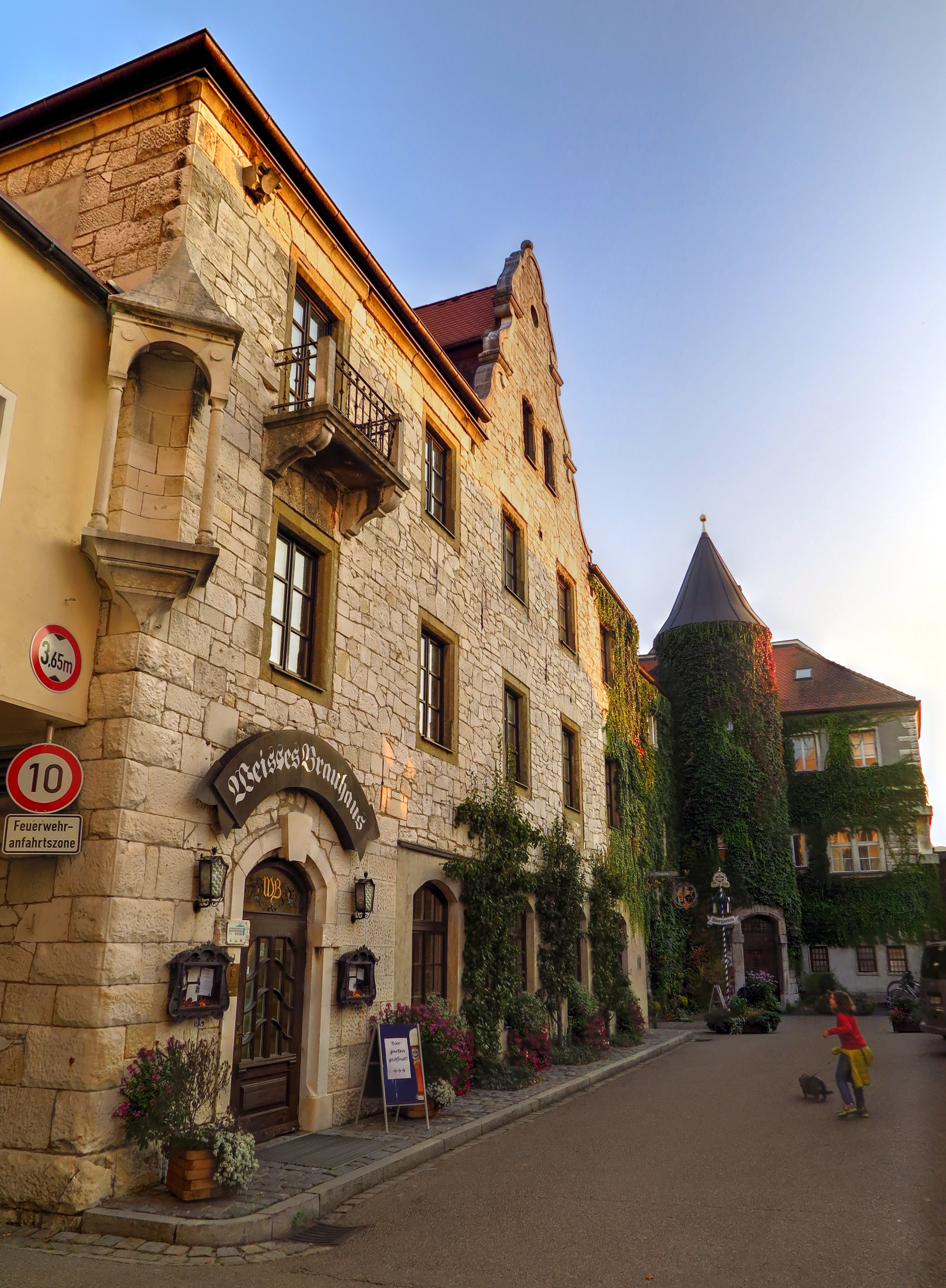
Weisses Brauhaus, Kelheim

Das Weisse Brauhaus zu Kelheim, die heutige Produktionsstätte, ist die älteste Weißbierbrauerei Bayerns. Sie wurde im Jahr 1607 von Herzog Maximilian I. als Kurfürstliches Weisses Hofbräuhaus gegründet und gehört seit 1928 zum Unternehmen.
Das Service- und Logistikzentrum befindet sich in Saal an der Donau.
Heute beschäftigt die Brauerei rund 100 Mitarbeiter und vertreibt ihre Produkte in Deutschland und 27 weiteren Ländern. Der Jahresausstoß beträgt etwa 250.000 Hektoliter und geht zu rund 25 % ins Ausland.

## Produkte

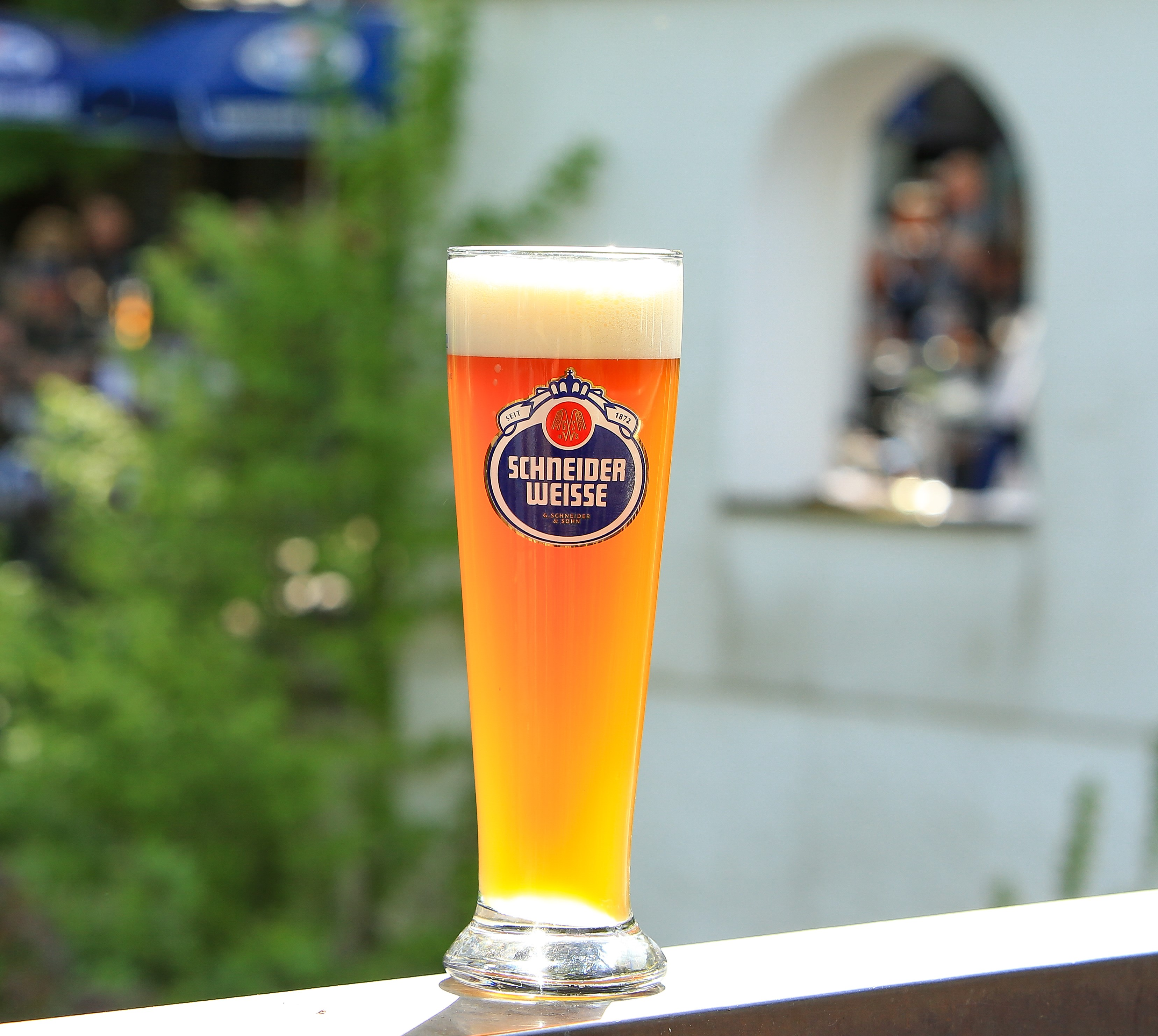
Eine frische Schneider Weisse.

Das Kernprodukt ist das TAP 7 Mein Original, vormals Weisse Original, das nach dem Ursprungsrezept von 1872 gebraut wird. Mit der Umbenennung des Sortiments 2009 sollten andere Produkte mehr in den Vordergrund rücken, weswegen dem meistverkauften Produkt nun TAP 7 voransteht. Dies soll die Aufmerksamkeit darauf lenken, dass die Brauerei auch die Produkte TAP 1 bis TAP 6 herstellt.
Im Laufe der Zeit hat das Unternehmen das Sortiment erweitert und vertreibt nach der Neubenennung der Biere folgende Produkte:
- TAP1 Helle Weisse, vormals Weisse Weizenhell; seit Mitte der 1990er Jahre
- TAP2 Kristall, vormals Weisse Kristall
- TAP3 Alkoholfrei, vormals Weisse Alkoholfrei
- TAP4 Festweisse, vormals Georg Schneiders Wiesen Edel-Weisse, bis zur Umbenennung nur in den USA erhältlich
- TAP5 Hopfenweisse, vormals Brooklyner Hopfen-Weisse
- TAP6 Aventinus, vormals Aventinus Weizendoppelbock; 1907 von Mathilde Schneider als erster Weizendoppelbock Bayerns auf den Markt gebracht
- TAP7 Mein Original, vormals Weisse Original; seit 1872
- TAP9 Aventinus Eisbock, vormals Aventinus Weizen-Eisbock
- TAP11 Leichte Weisse, vormals Weisse Leicht
- TAPX – Braukreationen

Seit Ende 2020 braut und vertreibt die Brauerei außerdem das heutige Schneider’s Helles, ein untergäriges Helles, was zunächst nur im Export erhältlich war. Seit Frühjahr 2021 ist es auch in Deutschland erhältlich und wird unter der abgesetzten Marke Landbrauerei Georg Schneider und Sohn vertrieben.
2022 entstand durch eine Kooperation mit der bayerischen Band LaBrassBanda das LoveBeer, ein sommerliches Weißbier mit Geschmacksnoten von Passionsfrucht und Limette, das seitdem ebenfalls einen Platz im Sortiment der Brauerei eingenommen hat.
Daneben wird aus dem Aventinus Eisbock der Aventinus Edelbrand, ein Weizenbierbrand mit 42 % Alkohol, produziert.

Eine Flasche Schneider’s Helles

TAP stellt hierbei im Sortiment eine kreative Nummerierung dar und ist angelehnt an das englisch tap ‚Zapfhahn, zapfen‘.

## Gasthäuser

Das Weisse Bräuhaus in München (Tal 7)

Zum Unternehmen gehören drei Gasthäuser, die sogenannten Weissen Bräuhäuser. Sie befinden sich im ehemaligen Stammhaus in München (Tal), im Münchner Stadtteil Berg am Laim sowie auf dem Brauereigelände in Kelheim.

## Literatur

Das LoveBeer. Ein Kooperationsbier zwischen Schneider Weisse und der Band LaBrassBanda.